# John Price (académicien classique)
Pour les articles homonymes, voir John Price.
John Price (Pricaeus) (c. 1602-1676) est un académicien, publiciste et collectionneur de livre anglais. De religion catholique romaine, il se décrivait lui-même comme Anglo-Britannus.

## Biographie
En 1635, il publie Apologia of Apuleius.
À partir de 1652, les Médicis l'emploie comme gardien de la monnaie avant de devenir professeur de grec à Pise.
En 1661, il s'établit à Rome sous le mécénat du cardinal Francesco Barberini jusqu'à son décès en 1676.

## Référence
- (en) Cet article est partiellement ou en totalité issu de l’article de Wikipédia en anglais intitulé « John Price (classical scholar) » (voir la liste des auteurs).